# Gare de Nuits-sous-Ravières
Ne doit pas être confondu avec Gare de Nuits-Saint-Georges.
La gare de Nuits-sous-Ravières est une gare ferroviaire française de la ligne de Paris-Lyon à Marseille-Saint-Charles, située au bourg de Nuits-sur-Armançon, sur le territoire de la commune de Nuits, à moins de 2 km de celui de Ravières, dans le département de l'Yonne, en région Bourgogne-Franche-Comté.
C'est une gare de la Société nationale des chemins de fer français (SNCF) desservie, par des trains TER Bourgogne-Franche-Comté.

## Situation ferroviaire
Établie à 192 mètres d'altitude, la gare de Nuits-sous-Ravières est située au point kilométrique (PK) 224,760 de la ligne de Paris-Lyon à Marseille-Saint-Charles, entre les gares ouvertes de Tonnerre et de Montbard.
C'est une gare de bifurcation avec la ligne de Nuits-sous-Ravières à Châtillon-sur-Seine (uniquement trafic fret) et l'ancienne ligne d'Avallon à Nuits-sous-Ravières (fermée).

## Histoire
La section de Tonnerre à Dijon de la ligne de Paris à Lyon est mise en service par la compagnie éponyme en juin 1851. Dans sa configuration d'origine, la gare de Nuits-sous-Ravières dispose de deux voies à quai et de trois voies de garage accessibles au moyen d'aiguillages et de plaques tournantes.
Elle devient une gare de bifurcation le 26 septembre 1864 lorsque le PLM met en service la ligne de Nuits-sous-Ravières à Châtillon-sur-Seine, fermée aux voyageurs en 1938. De 1888 à 1952, Nuits était également l'aboutissement de la ligne d'Avallon à Nuits-sous-Ravières. La gare est réaménagée avec quatre puis six voies à quai et un nouveau bâtiment voyageurs. Afin de ne pas perturber le trafic de la ligne impériale (Paris - Lyon - Marseille), un pont est aménagé en direction d'Avallon et les voies à quai communes aux lignes d'Avallon et Châtillon sont disposées plus près du bâtiment de la gare,.

## Service des voyageurs

### Accueil
Cette gare SNCF dispose d'un bâtiment voyageurs. Le guichet est fermé mais elle est équipée d'automates pour l'achat de titres de transport. La gare ouvre ses portes à 5 h 30 pour les fermer à 22 h.

### Desserte
Nuits-sous-Ravières est desservie par des trains TER Bourgogne-Franche-Comté qui effectuent des missions entre les gares de Dijon-Ville, Laroche - Migennes ou Auxerre-Saint-Gervais (Quai 2), ainsi qu'entre les gares de Dijon-Ville, Lyon Part-Dieu ou Lyon-Perrache et Paris-Bercy (Quai 3). Depuis le 11 décembre 2011, la gare est desservie par des trains TER de la liaison Lyon Part-Dieu ou Lyon-Perrache à Paris-Bercy.

### Intermodalité
Un parc pour les vélos et un parking pour les véhicules sont aménagés.

## Galerie de photographies

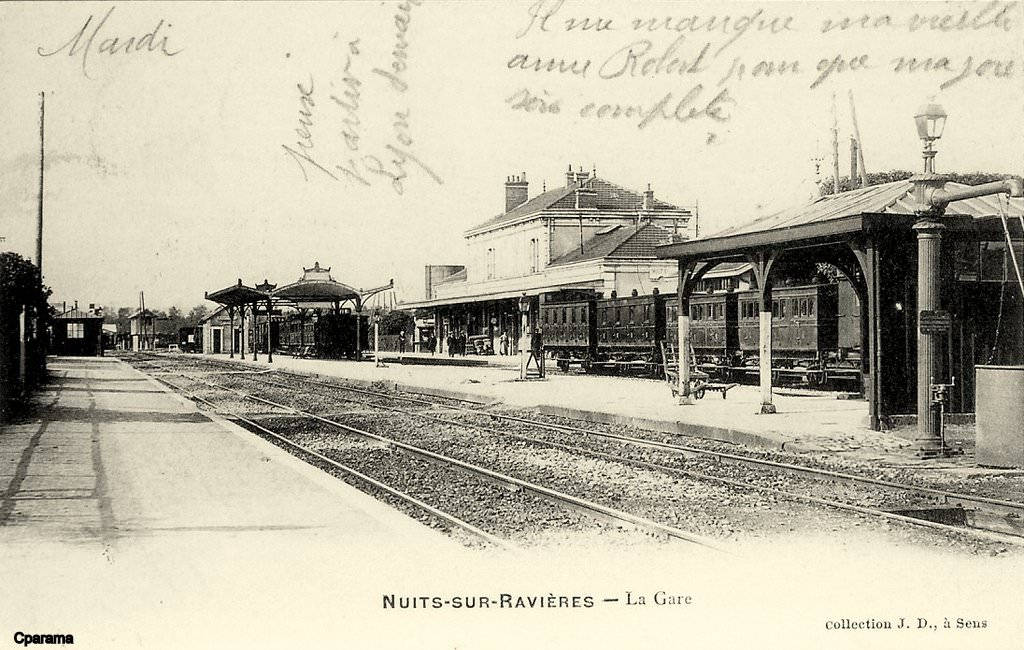
Intérieur de la gare, alors à quatre voies.
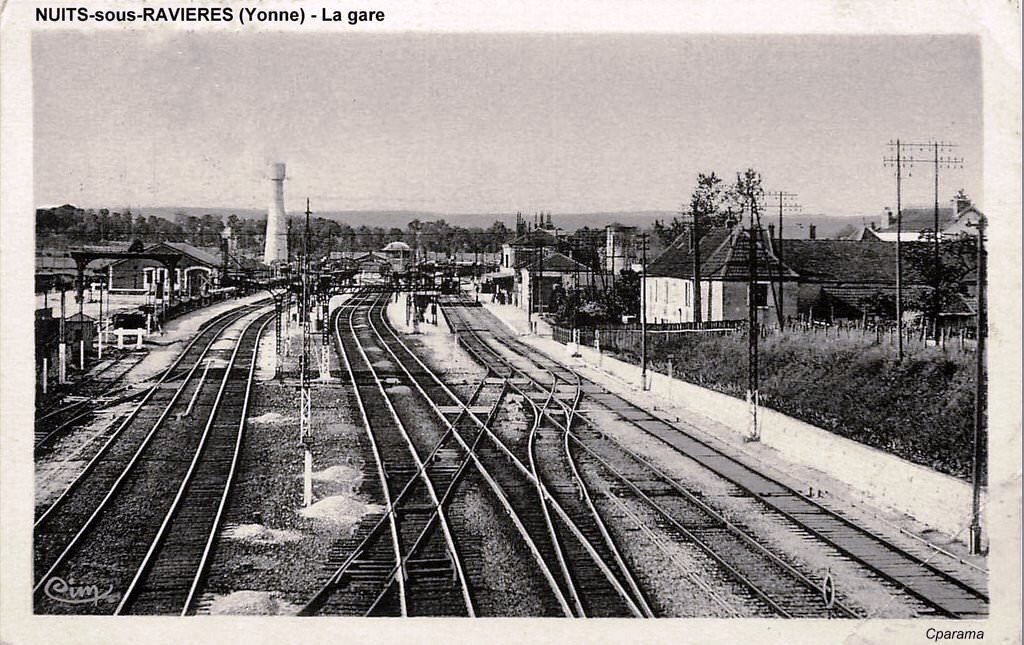
La gare avant l'électrification.
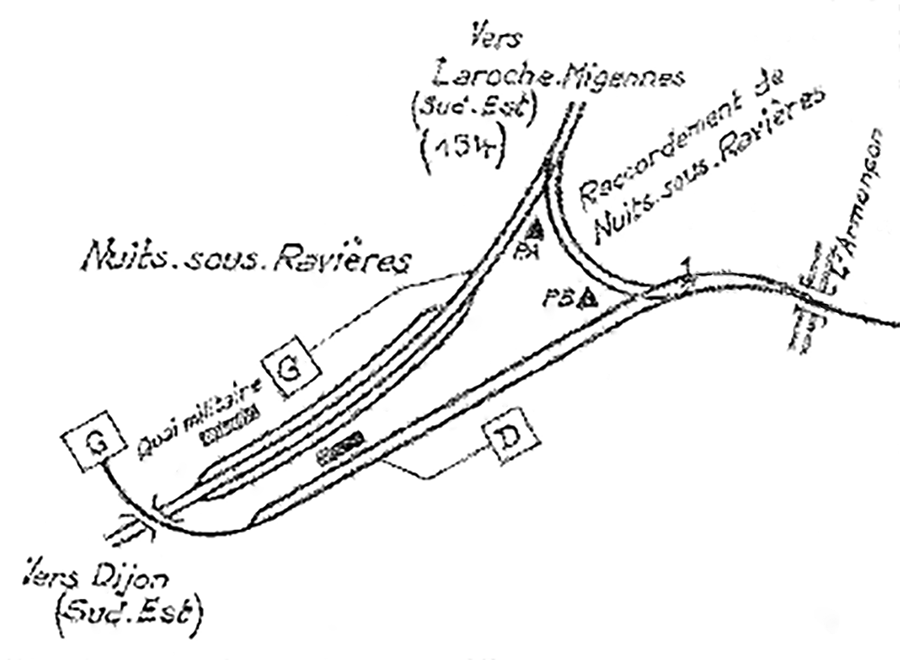
Plan schématique (1959).
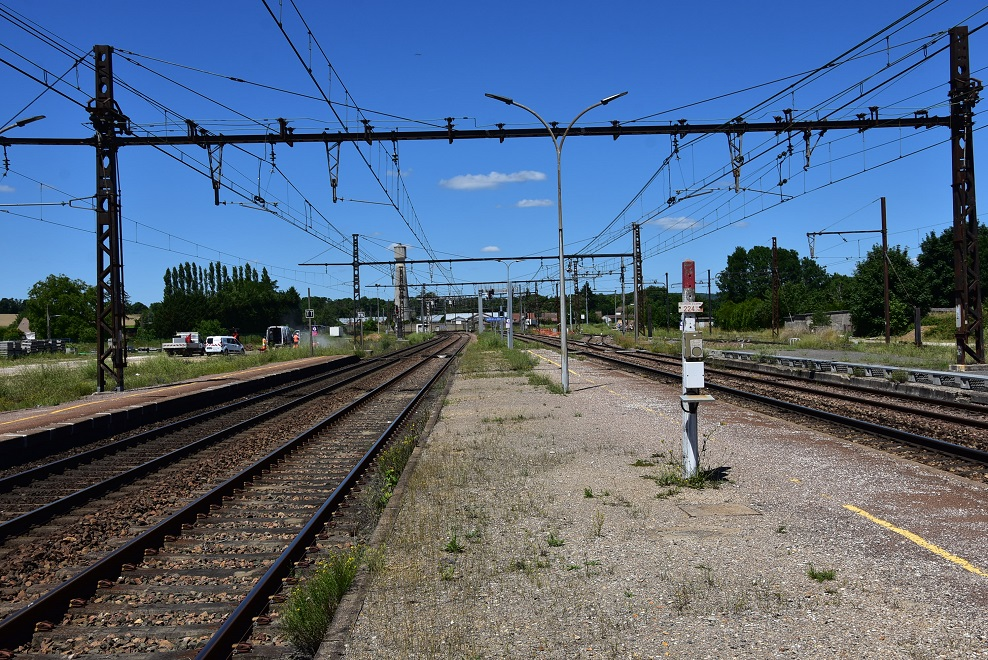
Quais.
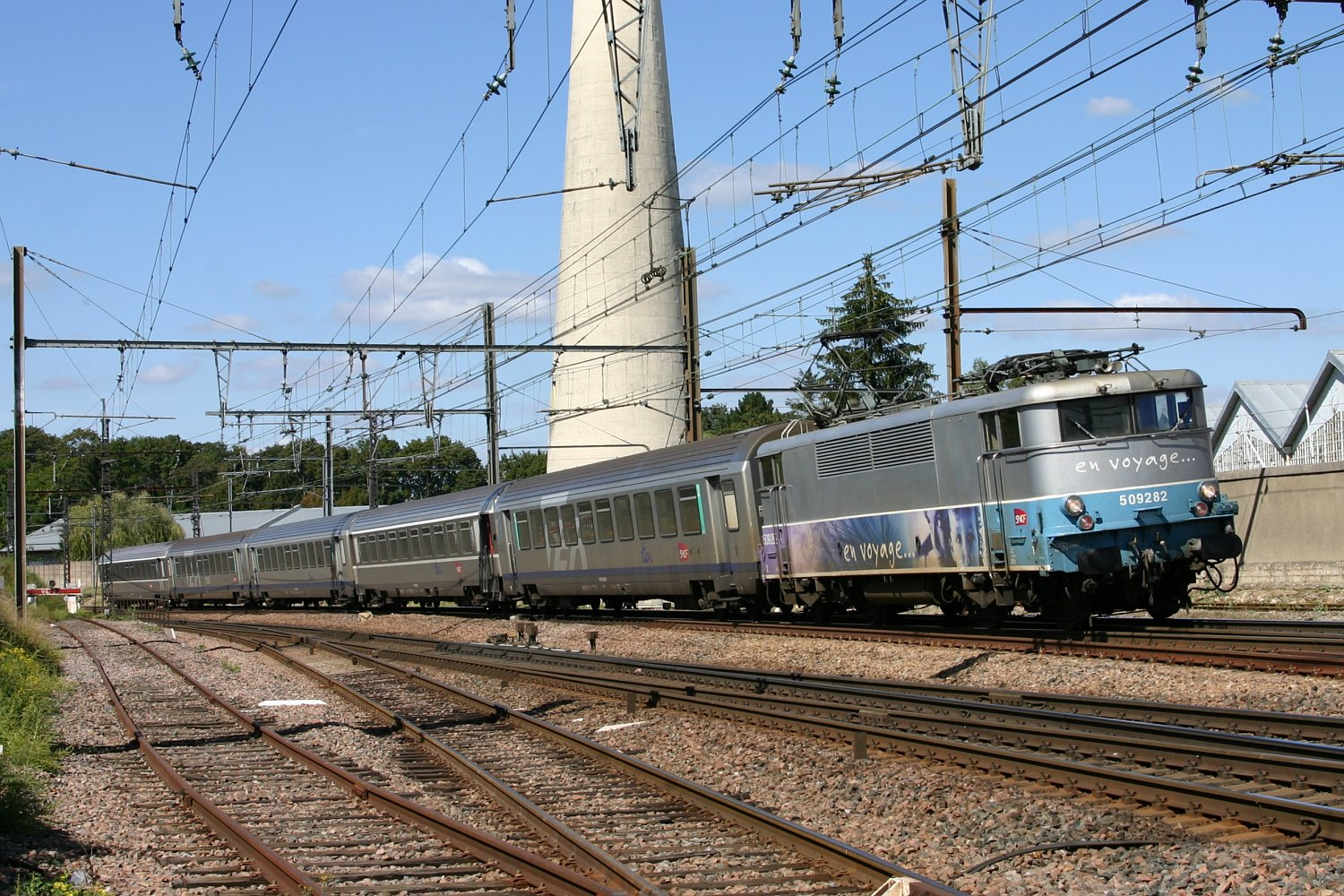
Train en passage (2007).